# شارع العطايف
شارع العطايف (أو: شارع العواطف) رواية للروائي السعودي عبد الله بخيت. صدرت الرواية لأوّل مرة عام 2009 عن دار الساقي في لندن. ودخلت في القائمة الطويلة للجائزة العالمية للرواية العربية لعام 2010، المعروفة باسم «جائزة بوكر العربية».

## حول الرواية
يروي «عبد اللّه بن بخيت» في روايته «شارع العطايف» هذه قصة حياة ثلاثة شخصيّات مسحوقة هي طي تاريخ غير معروف في السعودية. محور القصة يدور حول: «ناصر» وهو ولد في سن المراهقة يتعرض للاغتصاب على يد رجال «شارع العطايف» فيجنّ ويقتل أي شخص يتزوّج ببنت عمه التي يحبّها؛ و«شنغفة» وهو عبد معاق الذي يكتشف رغم الحرية التي يكتسبها بأنه يظلّ نفسيًا في سجن، وتؤدي طريقته العدوانية وإدمانه على الخمر إلى إعدامه في نهاية المطاف؛ أخيرًا قصّة «سعد» وهو ابن عائلة فقيرة، الذي يعشق إحدى نساء البغاء في «جزيرة اللؤلؤ» الغامضة. هذه الرواية من خلال أسلوب لغوي مليء بمشاهد محلّية وتجربة الحرمان، يمنح عبد اللّه بن بيخت فيها للمهمّشين في أي مجتمع صوتًا يعبّرون به عن كوارثهم الشخصية.